# Chamada em espera
Chamada em espera é um recurso da telefonia fixa e móvel existente em algumas redes de telecomunicações.
A chamada em espera (em inglês: Call waiting) permite que pessoas possam, durante uma chamada em andamento, atender a uma segunda chamada enquanto colocam a atual em espera. Uma vez atendida a segunda ligação, pode-se optar por concluí-la e retornar à primeira ou colocá-la também em espera, para concluir a primeira.
A sinalização de uma segunda chamada aguardando é feita geralmente por meio de um sinal audível, inserido na chamada em andamento, podendo causar problemas de conexão, caso a chamada atual esteja sendo usada para acesso à internet.